# Бернгард Вабер
Бернгард Вабер (нім. Bernhard Waber; 20 травня 1884, Кремзір, Австро-Угорщина — 6 лютого 1945, Берлін, Третій Рейх) — австрійський і німецький офіцер, генерал авіації. Кавалер Німецького хреста в сріблі.

## Біографія
18 серпня 1907 року вступив на службу в австро-угорську армію. Учасник Першої світової війни, служив у різних штабах. Після закінчення війни вступив до австрійської армії. З 1 серпня 1930 по 3 серпня 1934 року — директор військово-адміністративної станції «Відень». У грудні 1934 року переведений до Міністерства оборони, а 30 листопада 1936 року звільнений у відставку. Після аншлюсу 17 березня 1938 року вступив в люфтваффе і призначений офіцером для особливих доручень в австрійському Міністерстві оборони, а потім в Імперському військовому міністерстві. Один з керівників переформування австрійських ВПС і інтеграції їх в люфтваффе. З 1 травня 1939 року — начальник 8-ї авіаційної області. Після початку німецько-радянської війни Вабер 23 жовтня 1941 року переведений на окуповану територію начальником авіаційної області «Київ», яка 10 вересня 1942 року була перейменована в авіаційну область «Харків». 15 березня 1943 року переведений в розпорядження Командування ВПС на Південному Сході. З 19 липня 1943 року — начальник 30-ї польовий авіаційної області з штаб-квартирою в Белграді. 29 серпня 1944 року шляхом об'єднання його області і 2-го авіакорпусу було сформоване Командування ВПС на Північних Балканах і Вабер призначений його начальником. 1 листопада 1944 року заарештований за санкцією Імперського військового суду. Був звинувачений в розтраті державних коштів і 13 листопада 1944 року засуджений до смертної кари. Повішений.

## Звання
- Лейтенант (18 серпня 1907)
- Гауптман (1 липня 1915)
- Генерал-майор (22 червня 1936)
- Генерал-лейтенант (1 вересня 1940)
- Генерал авіації (1 березня 1942)

## Нагороди
- Ювілейний хрест (1908)
- Пам'ятний хрест 1912/13
- Медаль «За військові заслуги» (Австро-Угорщина)
  - бронзова
  - бронзова з мечами
  - срібна з мечами
- Хрест «За військові заслуги» (Австро-Угорщина) 3-го класу з військовою відзнакою і мечами
- Орден Залізної Корони 3-го класу з військовою відзнакою і мечами
- Медаль «За поранення» (Австро-Угорщина) з двома смугами
- Залізний хрест 2-го класу
- Пам'ятна військова медаль (Австрія) з мечами
- Хрест «За вислугу років» (Австрія) 2-го класу для офіцерів (25 років)
- Пам'ятна військова медаль (Угорщина) з мечами
- Почесний хрест ветерана війни з мечами
- Медаль «За вислугу років у Вермахті» 4-го, 3-го, 2-го і 1-го класу (25 років)
- Нагрудний знак «За поранення» в чорному
- Хрест Воєнних заслуг 2-го і 1-го класу з мечами
- Німецький хрест в сріблі (26 липня 1943)